# Message to the Young
Message to the Young — студійний альбом американського блюзового музиканта Гауліна Вулфа, випущений у 1971 році лейблом Chess. Альбом в 1972 році був номінований на премію «Греммі».

## Про альбом
Message to the Young Вульфа був записаний у вересні та жовтні 1970 року в на студії Ter Mar Studios в Чикаго, Іллінойс. У записі взяли участь Гаулін Вулф (вокал), Джон Джеремая (орган), Сонні Томпсон (фортепіано), Брайс Роберсон, Джон Стоклін (обидва — гітара), Боб Краудер (бас-гітара) і Тайрон Сенчерей (ударні).
Альбом вийшов 16 березня 1971 на Chess. Це був другий випуск (CH 50002) на оновленому лейблі Chess GRT. Першим був альбом Another Dimension (CH 50001) Лайтніна Гопкінса. Пісні «I Smell a Rat»/«Just As Long» були випущені у 1971 році на синглі (2108).

## Визнання
1972 року на 14-й церемонії нагородження премії «Греммі» альбом був номінований в категорії «Найкращий запис етнічної музики або традиційного фолку (включаючи традиційний блюз)».

## Список композицій
1. «If I Were a Bird» (Морріс Доллісон) — 4:34
2. «I Smell a Rat» (Сара Льюїс, Сонні Томпсон) — 2:15
3. «Miss James» (Сара Льюїс, Сонні Томпсон) — 3:27
4. «Message to the Young» (Ральф Басс, Сонні Томпсон) — 5:50
5. «She's Looking Good» (Роджер Коллінс) — 2:40
6. «Just As Long» (Сара Льюїс, Сонні Томпсон) — 3:42
7. «Romance Without Finance» (Сара Льюїс, Сонні Томпсон) — 3:22
8. «Turn Me On» (Сара Льюїс, Сонні Томпсон) — 4:32

## Учасники запису
- Гаулін Вулф — вокал, губна гармоніка
- Джон Джеремая — орган
- Сонні Томпсон — фортепіано, аранжування
- Брайс Роберсон, Джон Стоклін — гітара
- Боб Краудер — бас-гітара
- Тайрон Сенчерей — ударні

Технічний персонал
- Кеш Макколл, Сонні Томпсон — продюсер
- Дейв Перпл, Малколм Кісголм — інженер
- Maurer Productions, Майкл Мендел — артдиректор
- Джон Спозато — обкладинка
- Піт Велдінг — текст платівки